# Diana Paliska
Diana Boneva Paliska –en búlgaro, Диана Бонева Палийска– (Plovdiv, 20 de agosto de 1966) es una deportista búlgara que compitió en piragüismo en la modalidad de aguas tranquilas.
Participó en los Juegos Olímpicos de Seúl 1988, obteniendo dos medallas: plata en la prueba de K2 500 m y bronce en K4 500 m. Ganó una medalla de bronce en el Campeonato Mundial de Piragüismo de 1986, en la prueba de K2 500 m.

## Palmarés internacional
| Juegos Olímpicos   | Juegos Olímpicos     | Juegos Olímpicos  | Juegos Olímpicos |
| Año                | Lugar                | Medalla           | Competición      |
| ------------------ | -------------------- | ----------------- | ---------------- |
| 1988               | Seúl (Corea del Sur) | Medalla de plata  | K2 500 m         |
| 1988               | Seúl (Corea del Sur) | Medalla de bronce | K4 500 m         |
| Campeonato Mundial |                      |                   |                  |
| Año                | Lugar                | Medalla           | Competición      |
| 1986               | Montreal (Canadá)    | Medalla de bronce | K2 500 m         |